# Abaeté
Abaeté (portugalsky rio Abaeté) je 270 kilometrů dlouhá řeka v brazilském státě Minas Gerais. Začíná v pohoří Canastra zhruba dvacet kilometrů severně od obce São Gotardo, a teče převážně na sever, kde se vlévá severně od přehrady Três Marias do řeky São Francisco.
Řeka byla významná jako naleziště diamantů.